# Quintus Roscius Gallus
Quintus Roscius Gallus (mellékneve: Comoedus) (Selonium, Kr. e. 125 körül – Kr. e. 62) római színész, író.
Róma leghíresebb és legünnepeltebb színészeinek egyike volt. Rabszolgának született, később megvásárolta szabadságát, ekkor vette fel a Roscius nevet. Csinos, szép alkatú ifjú volt, s természet adta jó tulajdonságait szüntelen tanulással fejlesztette: testgyakorlatokat végzett, szorgalmasan gyakorolta a színészmesterséget, illetve szónokok (kiváltképp Hortensius Hortalus) előadásaira járt. Tanulmányait még híres színész korában is szüntelen folytatta. Mint Comoedus mellékneve is mutatja, főleg komikus szerepekben (parazita, bordélyház-tulajdonos stb.) játszott, de fellépett tragédiákban is, például Ennius Telephosz-ában mint Agamemnón. Különösen azokban a szerepekben játszott kiválóan, amelyek a szenvedélyek gyors váltakozását követelték meg. Fellépéseiért hatalmas összegeket kapott, évi jövedelmét Cicero hatmillió sestertiusra becsülte, később azonban minden anyagi juttatásról lemondott. Hogy elfedje kancsalságát, bevezette a római színpadon az álarcok használatát, noha fiatalon még maga is álarc nélkül játszott. Közönsége egy része ezt az újítást elítélte. A művészet elméletével is foglalkozott, Macrobius szerint önálló munkát is írt a szónoklat és a színészet viszonyáról, amiért is Horatius „doctus”-nak nevezte. Kiváló hírű színiiskolát is fenntartott. Közeli barátságban állt kora csaknem minden római államférfiával, így Sullával és Ciceróval, aki őt Kr. e. 76-ban védelmezte a Caius Fannius Chaerea elleni perben, Caius Fannius ugyanis azzal a feltétellel bízta Panurgus nevű rabszolgája kiképzését Rosciusra, hogy a majdani nyereségen megosztoznak; Panurgust azonban egy bizonyos Caius Flavius megölte, s ezért kártérítést nyújtott előbb Rosciusnak, később Fanniusnak is, aki ezután pert indított Roscius ellen a kártérítés megosztása miatt.